# Marine Aircraft Group 16
16ème Groupe aérien du Corps des Marines
Le Marine Aircraft Group 16 est une unité aérienne du Corps des Marines des États-Unis basée à la Marine Corps Air Station Miramar en Californie qui est actuellement composé de cinq escadrons de V-22 Osprey, de quatre escadrons de CH-53 Super Stallion, d'un détachement de soutien de personnel, d'un escadron de logistique aérienne et d'un escadron de soutien d'escadre. Ils relèvent du commandement de la 3rd Marine Aircraft Wing et du I Marine Expeditionary Force.

## Mission
Fournir un soutien aérien aux commandants de la Force tactique terrestre et aérienne des Marines (Marine Air-Ground Task Force - MAGTF).

## Unités subordonnées
Escadrons CH-53 Super Stallion :
- HMH-361 "Flying Tigers"
- HMH-462 "Heavy Haulers"
- HMH-465 "Warhorse"
- HMH-466 "Wolfpack"

Escadrons V-22 Osprey :
- VMM-161 "Greyhawks"
- VMM-163 "Evil Eyes"
- VMM-165 "White Knights"

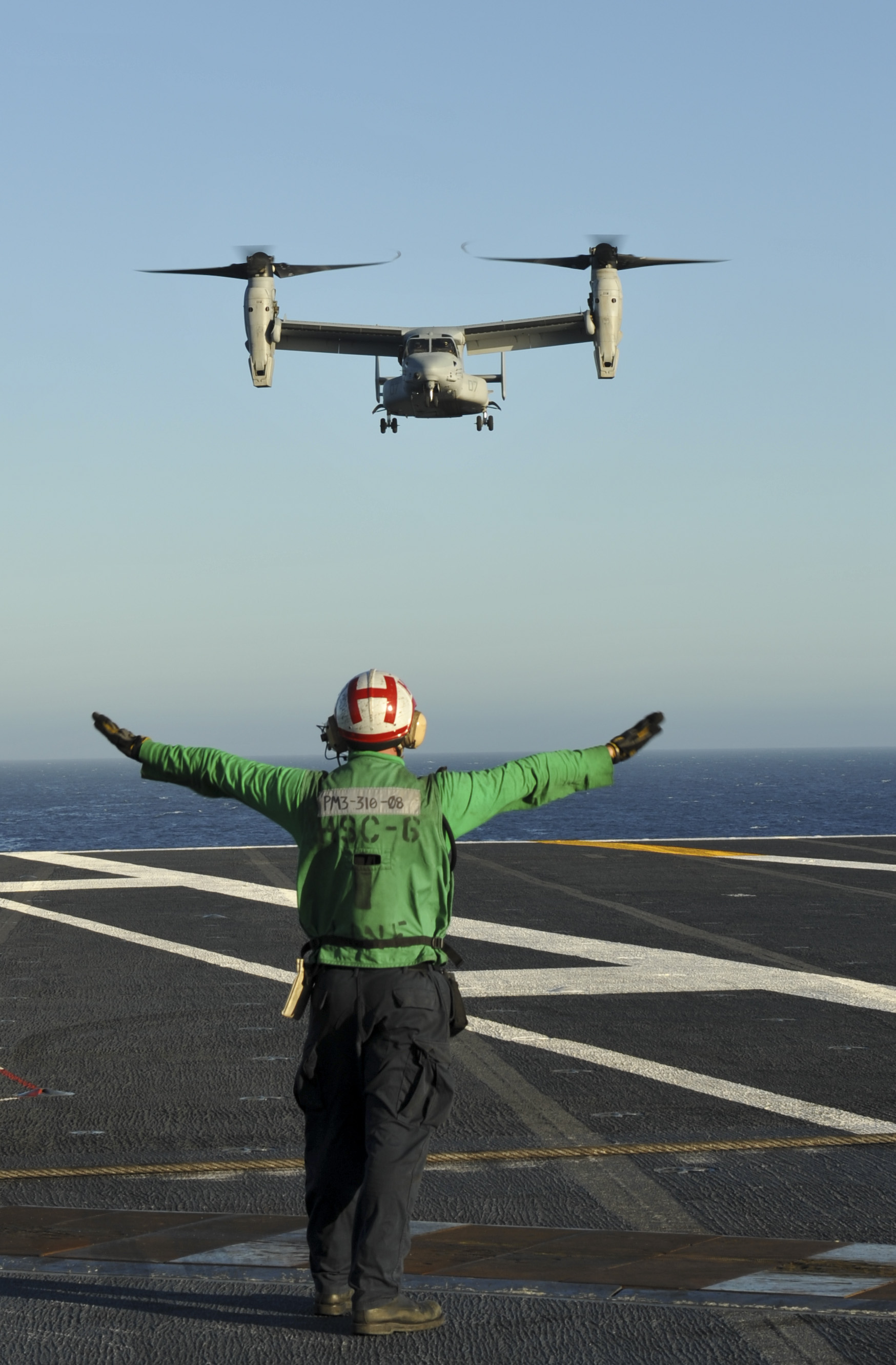
MV-22 Osprey du MAG-16 en 2012

- VMM-166 "Sea Elk" (Dissout en octobre 2021)
- VMM-362 "Ugly Angels"

Escadron de maintenance  :
- MALS-16 "Forerunners"

Escadron de soutien :
- MWSS-374 "Rhinos"

## Historique

### Origine
Le Marine Helicopter Transport Group 16 (MAG(HR)-16) a été mis en service le 1er mars 1952 au Marine Corps Air Facility Santa Anna, en Californie. le MAG-16 a été le premier groupe d'hélicoptères établi dans le Corps des Marines. 
Le groupe était alors basé à la Marine Corps Air Station Futenma, à Okinawa (Japon).